# Ozarba nicotrai
Ozarba nicotrai là một loài bướm đêm trong họ Noctuidae.